# День долі
День долі (англ. Day of Destiny) — нігерійський науково-фантастичний пригодницький фільм 2021 року, написаний та знятий Акаєм Мейсоном і Абосі Огба.

## Про фільм
Відбуваються таємничі пригоди двох братів-підлітків. Вони подорожують у часі на 20 років назад, щоби змінити долю своєї родини.

## Знімались
| Актор               | Роль            |
| ------------------- | --------------- |
| Олуміде Овору       | Хіді            |
| Денола Грей         | Ротімі          |
| Джід Косоко         | Адедріан        |
| Іретіола Дойл       | Іфеола          |
| Норберт Йонг        | Банкола         |
| Тойїн Абрагам       | Капітан         |
| Блоссом Чуквуджекву | молодий Банкола |
| Брода Шаггі         | Бабаяро         |
| Іні Діма-Окоджі     | молода Іфеопа   |
| Дейємі Оканлавон    | Кокер           |
| Mr macaroni         | Крашер          |